# Nervo auriculotemporal
Uma ramificação sensitiva do nervo mandibular , com trajeto posterior, divide-se em dois ramos para contornar as artérias das meninges média e em seguida se anastomosa. Passa entre a ATM e o meato acústico externo seguindo até o couro cabeludo da região temporal. Inerva a glândula da parótida, membrana timpânica, cápsula da ATM, concha da orelha e o couro cabeludo da região temporal. 
O nervo glossofaríngeo com suas fibras secretomotoras fazem sinapse no gânglio ótico e seguem acompanhando o nervo auriculo temporal até a glândula parótida.